# Mălădia
Mălădia – wieś w Rumunii, w okręgu Sălaj, w gminie Măeriște. W 2011 roku liczyła 199 mieszkańców.